# 蓮蕉井
24°09′54″N 120°38′59″E / 24.164974°N 120.649593°E
蓮蕉井是位於臺灣臺中市西屯區惠來國小內的水井。過去運動飲料舒跑曾以此作為水源。

## 歷史
舊日，惠來厝有很多湧泉，尤以棋盤厝蓮蕉樹下的蓮蕉井湧泉最為出名。日治時代，此處曾築水圳，方便居民取水。
該井夏天清涼、冬日溫暖，井邊經常籠罩輕霧，為當地居民、附近牧童愛用的飲用水。過去，每年農曆五月五日午時，西屯區的民眾，會聚集在蓮蕉井旁汲取午時水。一名惠來里鄰長何金水回憶，該井水也經常被中部地區的神明選為壓火，常有信徒抬著神輿到蓮蕉井取水。
1980年初，臺灣流行慢跑。維他露食品董事長許霖金就開發了運動飲料舒跑，並說該飲料是取泉於著名的蓮蕉井水，含電解質，運動流汗後能迅速補充體內流失的電離子，其獨特的風味正合國人的口味。
因蓮蕉井被作為廣告訴求，引起眾多消費者的遐想，前來一探一遊蓮蕉井址。不過，1987年《民生報》報導時，寫會讓旅客大失所望，說井已經變了模樣。當時人們要從文心路中心醫院對面的全國商業大樓邊巷進入，右轉洛陽路，在該路八號對面的小徑走三十公尺，一片竹林後的一小灘水就是井址，湧泉處剛好在廢棄的墓垣下。井已不再成井，非常荒涼。該地的婦女常到那裡洗滌衣物，附近居民則為它的沒落而傷感。記者呼籲有關單位、或以這泉創造名飲的飲料公司，能為它稍加整頓環境。
隨著都市發展、該地地下水位降低，蓮蕉井水圳流量已經很小。1996年，該處被劃為惠來國小預定地，市府委託何厝國小負責協調。何厝國小教務主任黃慶聲為了文史考察，曾拜訪當地人何火樹，確認蓮蕉井遺址位於惠來國小預定地內。為保存泉水，黃慶聲特別用大涵孔加蓋，何火樹也特別題字「棋盤厝蓮蕉井」，方便後人了解此段淵源。
由於惠來里發展迅速，豪宅、大廈林立，甚至有台中歌劇院，當地舊風貌多數不復存在。2009年惠來國小開始招生時，市長胡志強前來巡視，對校方保留蓮蕉井還規劃成藝術園區，表達肯定。惠來國小學生以七期豪宅區子弟最多，同時亦是市府員工子弟的指定學區。校方設置了藝術家余燈銓名為「快樂泉源」的作品。蓮蕉井還有一點水，但因擔心危險已封起來。
連任多屆惠來里里長的廖慶麟，在2013年想到可用蓮蕉井為發想起源，把蓮蕉花營造成代表惠來里的鄰里意象。一次國立師範大學設計系教授蘇文清在鞋店聽到，認同理念，於是免費替廖慶麟設計蓮蕉花的意象標識。廖慶麟將此圖像印製在球帽、上衣，發送里民，又另在里內公園種多株蓮蕉花。
當地的社區發展協會也為讓社區人了解惠來的歷史文化，邀居民用紙黏土製作蓮蕉井模型。

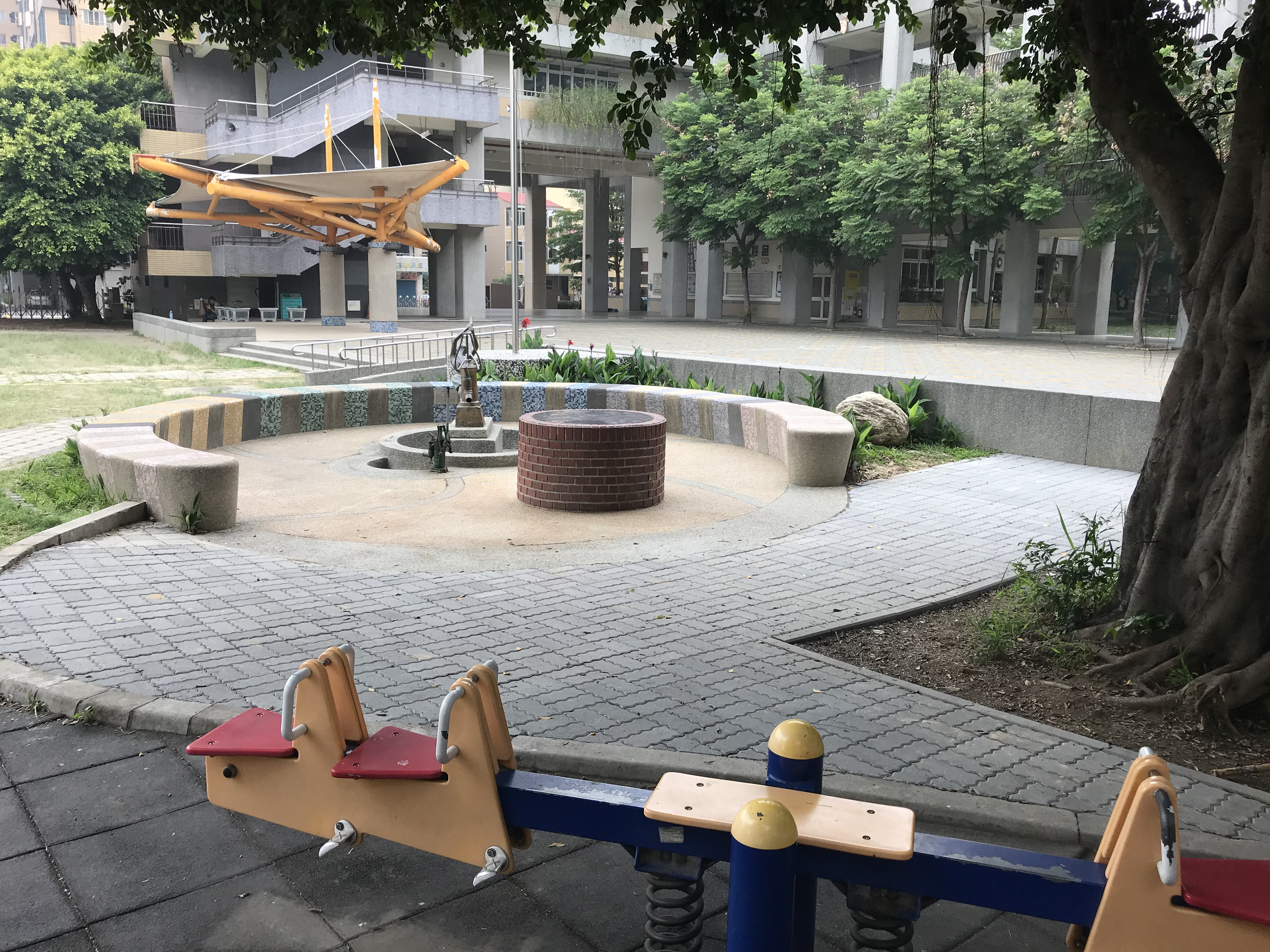
蓮蕉井

## 傳說
當地相傳有位孝子以蓮蕉井泉水治癒了母親的怪病，亦相傳女性喝了可生男，蓮蕉本身就有「招子」之意。惠來里里長劉羅漢聽前人感嘆說，彰化縣城預定設在蓮蕉井附近，官府取蓮蕉井水與彰化的泉水比重，重者獲選，彰化人就在他們的泉水中加鹽而勝出，所以彰化城設在現在的彰化。龍井地方傳說則是彰邑人下很多鹽份於龍目井，乾隆皇喝了認為太鹹不中用，於是縣城決定建在今天的彰化。
劉羅漢認為過去土地公與蛇會守護蓮蕉井。他與當地人吳永、吳石頭，說目睹惠來里福德祠的土地公每到晚上八時就會化身為紅火，出巡四小時，循惠南巷、林投巷巡視，當走到蓮蕉井附近墓園，若與綠色的鬼火擦身而過，紅火會變小，約過十公尺後，才又恢復原狀。